# Pisanje
Pisanje je kodiranje sporočila s pisnimi znamenji (črkami, številkami, notami), ki jih poznamo pod izrazom pisava. Obratni proces, tj. dešifriranje zapisanega, se imenuje branje. Oseba ki sporočilo zapisuje, se imenuje pisec, oseba, ki ga bere, se imenuje bralec. Obe spretnosti spadata na področje pismenosti; ljudje, ki pisanja ne obvladajo, so nepismeni oz. analfabeti. Pisanje rečemo tudi rezultatu take dejavnosti, bolj običajno pa besedilo (tekst) ali zapis. Pojem zapis je širši od besedila in vključuje tudi nebesedilne tehnologije prezentacije in shranjevanja informacij, npr. magnetografski, digitalni zapis. Pogoji za pisanje so obstoj jezika, znakovnega sistema (pisave) in pravil za njegovo uporabo (gramatike, pravopisa).  

## Zgodovina pisanja
Pisanje oziroma pisava kot pomenski sistem se obnaša drugače kot govorjeni jezik, saj omogoča prenos sporočil v drug prostor in čas. Ustno izročilo se ohranja z zapisom v različnih formatih: s pisavo, zvočnim ali avdiovizualnim zapisom. Zgodovinsko gledano, je pisna kultura z oblikovanjem književnosti naslednja razvojna stopnja in nadgradnja ustne kulture. Pri osebnih imenih se v slovenščini kaže v izrazu »pisati se« ali arhaično »pisanje« za 'priimek' (podobno tudi v nemščini Schreibname), ki so ga uradniki najkasneje v 18. stoletju zaradi evidentiranja prebivalstva dodali osebnemu imenu ali vzdevku. 
Med primarnimi prazgodovinskimi mediji sporočanja je ples (prikazujejo ga jamske poslikave) in slike (jamske poslikave, npr. Chauvetova jama). Na nekdanji pomen pisanja kot risanja (barvanja, slikanja) spominjata slovenska izraza pisanice 'poslikana jajca' in pisan 'barvit'. Okoli 4. tisočletja pred štetjem je kompleksnost trgovanja in administracije prerasla kapacitete človeškega spomina in prišlo je do izuma pisave, ki naj bi dogodke fiksirala. Najstarejši ohranjeni zapis v slovenskem jeziku so Brižinski spomeniki. 
Za razcvet pisne kulture je bil pomemben izum tiska v 15. stoletju z eminentno oblika pisanja knjigo (gl. tudi knjižna kultura). Prvi slovenski knjigi je napisal Primož Trubar (Abecednik in Katekizem) 1550. Bili sta v pisavi gotici, vse nadaljnje pa v latinični pisavi, ki jo je Adam Bohorič dodelal in se po njem imenuje bohoričica. Od srede 19. stoletja Slovenci uporabljajo gajico, ki jo je po češkem zgledu razvil hrvaški jezikoslovec Ljudevit Gaj in jo sestavlja 25 črk.
Pred pojavom časopisov in množičnega knjižnega tiska v 19. stoletju je bila prevladujoča oblika pisne komunikacije v vseh žanrih (zasebna, znanstvena, uradovalna, umetnostna, publicistična) pismo. Potem se je znanstveno, publicistično in umetnostno pisanje preselilo v revije (kjer je dobilo obliko člankov) in knjige, pisma pa so se ohranila za zasebno komunikacijo in uradovanje. Natipkana pisma, ki jih prinese poštar, se uporabljajo pravzaprav samo še v uradovanju, sicer pa večina pisemske komunikacije od konca 20. stoletja dalje poteka po e-pošti. Pogosta oblika zasebnega pisma je SMS (Short Message Service), kratek tekst na mobilnem telefonu, pogosto zapisan v slengu ali narečju, popularni oblika pisanja so blogi, forumi, klepetalnice in prispevki v socialnih omrežjih.  

## Pišoči
Splošno ime za osebo, ki piše besedilo ali sporočilo, je pisec. Ko gre za tip pisanja, ki mu rečemo literatura, piscu rečemo pisatelj ali avtor, natančneje pa so poimenovani po zvrsti ali žanru, v katerem se udejstvujejo: pesnik, esejist, dramatik, novinar, romanopisec ... Naloga prevajalcev je prevajanje tekstov, ki so zapisani v nekem jeziku, v drugi jezik. Drugi izrazi za ljudi, ki se ukvarjajo s pisanjem  oz. so na različne načine povezani s procesom pisanja, so: pisar (zgodovinski poklic), zapisnikar, stavec, tipkarica, kaligraf, pisun (slabšalno), stenograf itd. 

## Orodja za pisanje
V zavesti imamo dve vrsti pisanja. Prva vrsta je pisanje z roko in pisalom, ki oblikuje rokopis na gladki podlagi, druga vrsta, ki danes vedno bolj prevladuje, pa je tipkanje, ki prikliče znake na zaslon. Pisanje se fiksira lahko še s klesanjem (z dletom v kamen), vrezovanjem, vtiskanjem (s stilusom na voščene tablice), vžiganjem, praskanjem, tiskanjem itd. Orodja za pisanje: pero, nalivno pero (nalivka), svinčnik, kemični svinčnik, flomaster, kreda; kot pisalo lahko služi tudi prst na roki. Podlage za pisanje so se v zgodovini spreminjale: kamen, glinene tablice, papirus, pergament, papir, zaslon.

## Žanri pisanja
Pri pisanju besedil med drugim upoštevamo namen oziroma funkcijo besedila. Tvorimo jih glede na to, ali ima besedilo zasebni ali javen namen. Funkcijske zvrsti slovenskega jezika so: 
- praktičnosporazumevalna,
- uradovalna,
- strokovna: povzetek, akademsko pisanje (referat, diplomska naloga, razprava), zapisnik, kritika, slovar, leksikonsko geslo,
- publicistična (novinarska),
- umetnostna (kreativno pisanje).